# المدرسة الألمانية الدولية (الرياض)
المدرسة الألمانية الدولية في الرياض هي مدرسة ألمانية دولية، تقع في مدينة الرياض، المملكة العربية السعودية. تدرس جميع الفئات العمرية من الإبتدائية إلى الثانوية.
حصلت على جائزة المدرسة البيئية الأولى في آسيا.

## الجوائز
- منحت المدرسة لقب المدرسة البيئية الأولى في آسيا عقب فوزها بمسابقة عالمية للبيئة بين المدارس الألمانية في الخارج.[2]

## العطل الرسمية
بالإضافة إلى التزامها بالعطل الرسمية للمملكة العربية السعودية، فإن لها عطلاً رسمية أخرى، منها:
- العطل الخريف
- عطلة عيد الميلاد
- عطلة الشتاء
- عطلة عيد الفصح
- عيد العنصرة
- العطلة الصيفية

## الروابط الخارجية
1. ↑  "Sekundarstufe Klassen." German International School Riyadh. Retrieved on 23 March 2015. نسخة محفوظة 10 ديسمبر 2017 على موقع واي باك مشين.
2. ↑  المدرسة الألمانية في الرياض أول مدرسة بيئية في آسيا، الشرق الأوسط. نسخة محفوظة 22 ديسمبر 2015 على موقع واي باك مشين.

## روابط خارجية
- المدرسة الألمانية الدولية في الرياض